# Ефремовский сельсовет (Волоколамский район)
Ефремовский сельсовет — упразднённая административно-территориальная единица, существовавшая на территории Московской губернии и Московской области до 1954 года.
Ефремовский сельсовет возник в первые годы советской власти. По состоянию на 1921 год он входил в Буйгородскую волость Волоколамского уезда Московской губернии.
В 1925 году из Ефремовского с/с выделился Малеевский с/с, а в 1927 — Строковский с/с.
По данным 1926 года в состав сельсовета входили 2 населённых пункта — Ефремово, Малеевка и Строково, а также 1 хутор.
В 1929 году Ефремовский с/с был отнесён к Волоколамскому району Московского округа Московской области. При этом к Ефремовскому с/с были присоединены Быковский и Строковский с/с. В состав Ефремовского с/с вошли селения Ботово, Давыдово, Ефремово, Малеевка и Строково.
17 июля 1939 года к Ефремовскому с/с отошли селения Веригино упразднённого Веригинского с/с и Калистово упразднённого Калистовского с/с.
4 января 1952 года к Ефремовскому с/с отошли селения Авдотьино и Голубцово Ченецкого с/с.
14 июня 1954 года Ефремовский с/с был упразднён: вместе с Ситниковским с/с он был объединён в Строковский с/с.